# Список брокеров IPv6
Список туннельных брокеров IPv6, соответствующий принципам RFC 3053. Описывает систему, по которой пользователи могут получить связанность IPv6 через туннель от точки присутствия (POP).

## Список туннельных брокеров IPv6
| Название           | PoPs | Расположение                                                        | Подсеть                                       | Протоколы туннелирования | Протоколы туннелирования | Протоколы туннелирования | Протоколы туннелирования | Протоколы туннелирования | Дополнительно | Дополнительно | Дополнительно | Регистрация | Регистрация | Конфигурация | Конфигурация | Конфигурация | Конфигурация | Конфигурация | Язык                    | Prefix                        | Server implementation |
| Название           | PoPs | Расположение                                                        | Подсеть                                       | 6in4                     | 4in6                     | TSP                      | AYIYA                    | heartbeat                | RDNS          | BGP           | Multicast     | Анонимно    | Signup      | Script       | Вручную      | TSP          | TIC          | URL          | Язык                    | Prefix                        | Server implementation |
| ------------------ | ---- | ------------------------------------------------------------------- | --------------------------------------------- | ------------------------ | ------------------------ | ------------------------ | ------------------------ | ------------------------ | ------------- | ------------- | ------------- | ----------- | ----------- | ------------ | ------------ | ------------ | ------------ | ------------ | ----------------------- | ----------------------------- | --------------------- |
| 6fei               | 1    | Китай                                                               | Неизвестно                                    | Да                       | Да                       | Нет                      | Нет                      | Нет                      | Нет           | Нет           | Нет           | Нет         | Да          | Да           | Да           | Нет          | Нет          | Да           | Китайский               | 2001:e88::/32                 | Неизвестно            |
| CITC               | 1    | Саудовская Аравия                                                   | /64                                           | Нет                      | Нет                      | Да                       | Нет                      | Нет                      | Нет           | Нет           | Нет           | Нет         | Да          | Нет          | Нет          | Да           | Нет          | Нет          | Английский, Арабский    | 2001:67c:130::/48             | ddtb                  |
| goIPv6             | 1    | Гонконг                                                             | /64                                           | Да                       | Нет                      | Нет                      | Нет                      | Нет                      | Нет           | Нет           | Нет           | Нет         | Да          | Да           | Да           | Нет          | Нет          | Нет          | Английский              | 2001:2e0:6002::/48            | Своя реализация       |
| Hurricane Electric | 31   | Канада, Европа (8 стран), Гонконг, Япония, Сингапур, США (9 штатов) | /64 по умолчанию /48 через автономную систему | Да                       | Нет                      | Нет                      | Нет                      | Нет                      | Да            | Да            | Нет           | Нет         | Да          | Да           | Да           | Нет          | Нет          | Да           | Английский              | 2001:470::/32                 | Неизвестно            |
| Indonesian IPv6    | 1    | Индонезия                                                           | /64 или /48 по запросу                        | Да                       | Нет                      | Нет                      | Нет                      | Нет                      | Да            | Да            | Нет           | Нет         | Да          | Да           | Да           | Нет          | Нет          | Да           | Английский              | 2001:d68::/32                 | Неизвестно            |
| IP4market          | 1    | Россия                                                              | /48                                           | Да                       | Нет                      | Нет                      | Нет                      | Нет                      | Нет           | Нет           | Нет           | Нет         | Да          | Нет          | Да           | Нет          | Нет          | Да           | Русский                 | 2a04:5200::/32 2a03:e2c0::/32 | Неизвестно            |
| IPv6Now            | 1    | Австралия                                                           | /64 или /48 по запросу                        | Да                       | Нет                      | Да                       | Нет                      | Нет                      | Нет           | Нет           | Нет           | Нет         | Да          | Нет          | Нет          | Да           | Нет          | Нет          | Английский              | 2406:a000::/32                | gogoSERVER            |
| NetAssist          | 1    | Украина                                                             | /48                                           | Да                       | Нет                      | Нет                      | Нет                      | Нет                      | Да            | Да            | Нет           | Нет         | Да          | Да           | Да           | Нет          | Нет          | Да           | Английский, Русский     | 2a01:d0:8000::/33             | Неизвестно            |
| August Internet    | 5    | Vancouver, Fremont, Frankfurt, Dusseldorf, Taipei                   | /48                                           | Да                       | Нет                      | Нет                      | Нет                      | Нет                      | Да            | Да            | Нет           | Нет         | Да          | Да           | Да           | Нет          | Нет          | Нет          | Английский              | 2602:fc23::/36                | Своя реализация       |
| NetNam             | 1    | Вьетнам                                                             | Неизвестно                                    | Да                       | Нет                      | Нет                      | Нет                      | Нет                      | Нет           | Нет           | Нет           | Нет         | Да          | Да           | Да           | Нет          | Нет          | Да           | Английский, Вьетнамский | 2401:e800::/32                | Неизвестно            |
| So-Net             | 1    | Тайвань                                                             | Неизвестно                                    | Да                       | Нет                      | Да                       | Нет                      | Нет                      | Нет           | Нет           | Нет           | Нет         | Да          | Нет          | Нет          | Да           | Нет          | Нет          | Китайский               | 2404:80::/32                  | gogoSERVER            |
| 6in4.ru            | 1    | Россия                                                              | /64                                           | Да                       | Нет                      | Нет                      | Нет                      | Нет                      | Нет           | Нет           | Нет           | Нет         | Да          | Нет          | Да           | Нет          | Нет          | Да           | Русский, Английский     | 2a06:1301:4210::/48           | Своя реализация       |

Столбцы в таблице означают следующее:
| Название                 | Название | Название организации, предоставляющей услуги туннельного брокера IPv6. Обычно это Интернет-провайдер. |
| PoPs                     | PoPs | Точки присутствия |
| Расположение             | Расположение | Географическое положение, где туннельный брокер имеет точку присутствия / количество возможных точек подключения. |
| Подсеть                  | Подсеть | Какую подсеть туннельный брокер маршрутизирует в туннельную сеть /127 или /64. |
| Протоколы туннелирования | | |
|                          | Какие параметры туннелирования поддерживаются данным сервисом. Это может быть как возможность создания туннеля с NAT, так и со статическим IP адресом.                                                   | |
| 6in4                     | Туннелирование IPv6 пакетов непосредственно через IPv4 (a.k.a 'proto-41') | |
| 4in6                     | Туннелирование IPv4 напрямую через IPv6 пакеты | |
| TSP                      | Протокол установки туннеля (базируется на UDP туннеле) | |
| AYIYA                    | AYIYA позволяет пользователям за NAT и\или динамическим адресом инициировать соединения между v6 сетями. Базируется на UDP туннеле.                                                                      | |
| heartbeat                | Heartbeat туннель базируется на 6in4, однако позволяет пользователям использовать динамический IP адрес (при инициировании соединения с новым IP адресом, он записывается в БД без участия пользователя) | |
| Дополнительно            | RDNS | Когда туннельный брокер предоставляет возможность делегированияобратных зон DNS. |
| Дополнительно            | BGP | Когда туннельный брокер опционально принимает по протоколу BGP анонсы собственное адресное пространство пользователя. |
| Дополнительно            | Multicast | Когда туннельный брокер опционально предоставляет IPv6 Multicast через туннель. |
| Регистрация              | | |
|                          | Доступные методы регистрации. | |
| Анонимно                 | Сервис предоставляется без регистрации | |
| Signup                   | Требуется зарегистрироваться и предоставить необходимую информацию (например адрес электронной почты) | |
| Конфигурация             | | |
|                          | Какие способы для настройки туннелей и подсетей доступны у туннельного брокера. | |
| Script                   | Означает, что у провайдера есть скрипт для автоматической настройки v6 туннеля | |
| Вручную                  | Означает, что туннель может быть установлен вручную, если такое потребуется | |
| TSP                      | Использует Tunnel Setup Protocol (TSP), который требует программу-клиент gogoclient | |
| TIC                      | Использует протокол Tunnel Information and Control (TIC), реализуемый AICCU, AVM FRITZ!Box, Draytek, Motorola и другими                                                                                  | |
| URL                      | URL indicates that changes to the tunnel parameters can be made on the website (e.g. enable/disable or change the endpoint)                                                                              | |
| Язык                     | Язык | Какие языки поддерживаются провайдером в web-интерфейсе и других каналов связи. |
| Префикс                  | Префикс | Какой префикс IPv6 используется туннельным брокером. Если указана подсеть /32, то как правило, только часть используется для туннелей/подсетей туннельного брокера или имя сервиса туннельного брокера, предоставившего адресное пространство. |
| Серверная реализация     | Серверная реализация | Какая реализация используется туннельным брокером на серверах |

## Реализации
Существуют разнообразные туннельные брокеры, которые предоставляют свои собственные реализации в зависимости от бизнес-целей. Здесь перечислены распространенные реализации, которые используются в перечисленных туннельных брокерах IPv6.

### Gogo6 gogoSERVER
gogoSERVER (ранее Gateway6) используется сервисом Freenet6, который является первым туннельным брокером IPv6, начавшим работу в 1999 году.
Gogo6 перестало представлять услуги IP тунелирования.

### SixXS sixxsd
SixXS’s sixxsd is what powers all the SixXS PoPs. It is a purpose built software for the purpose of tunneling at high performance and low latency. Development started in 2002 and has evolved into the current v4 version of the software.

### CITC ddtb
CITC Tunnel Broker, run by the Saudi Arabia IPv6 Task Force, uses their own implementation of the TSP RFC named 'ddtb'.